# Julio Diego González Campos
Julio Diego González Campos (Alcalá de Guadaira, 5 d'abril de 1932 - Madrid, 20 de novembre de 2007) fou un magistrat del Tribunal Constitucional d'Espanya entre 1982 i 2001.
Va ser rector de la Universidad Autònoma de Madrid entre 1982 i 1984. Ha tingut un paper en el dret internacional en la segona meitat del segle xx. Va ser magistrat del Tribunal Constitucional a proposta del Congrés dels Diputats.